# Gerd Osenberg
Gerd Ewald Osenberg (* 11. April 1937 in Radevormwald, Oberbergischer Kreis) ist ein deutscher Lehrer und Leichtathletiktrainer.

## Leben
Gerd Osenberg besuchte das Gymnasium in Lennep und studierte in Göttingen und Mainz Sport, Mathematik und Physik und ist lehramtsberechtigt für Mathematik und Physik. Als qualifizierter Experte und Heimtrainer der besten Nachwuchsweitspringerin des Verbandes Heide Ecker-Rosendahl wurde er von 1962 neben der Tätigkeit an der Schule Honorartrainer für die Weitspringerinnen des LV Niederrhein. Ab 1965 war er Leichtathletiktrainer bei TuS 04 Leverkusen und nach der Fusion 1984 bei Bayer 04 Leverkusen; er blieb aber seinem Heimatverein, dem TSV Schwarz-Weiß Radevormwald, als Mitglied erhalten. Osenberg war ebenfalls für den Deutschen Leichtathletik-Verband tätig, ab Dezember 1978 betreute er die bundesdeutsche 4-mal-100-Meter-Staffel der Frauen.
In den 1950er- und 1960er-Jahren war er Stabhochspringer mit einer 1962 erzielten Bestleistung von 3,94 m. Seine Söhne Jörg, Marc und Frank Osenberg waren ebenfalls Stabhochspringer.
Zu seinen erfolgreichsten Athleten gehörten Rita Wilden, Liesel Westermann-Krieg, Heide Ecker-Rosendahl, Ellen Wessinghage, Ulrike Nasse-Meyfarth, Heike Henkel, Ingrid Adam und Anke Feller.

## Ehrungen
- Bundesverdienstkreuz am Bande (3. Juli 1985)[3]
- Verdienstorden des Landes Nordrhein-Westfalen
- Sportplakette des Landes Nordrhein-Westfalen